# Zefirin pápa
Szent Zefirin (latinul: Zephyrinus), (2. század – 217. december 20.) a 15. pápa a történelemben, aki 199-től haláláig állt a keresztény egyház élén.

## Élete
Rómában született, és szerepel Kaiszareiai Euszebiosz Egyháztörténetében. A Liber Pontificalis két liturgikus rendeletet tulajdonít Zephyrinusnak. Az egyik a papok felszentelését érinti, a másik a szentmiseáldozattal kapcsolatban született meg.
Pápaként szembe kellett néznie a kiteljesedő monarchianista mozgalommal, és súlyos veszélyt jelentett az is, hogy a Római Birodalom élére új császár került. Commodus császár békés uralkodása után Septimius Severus parancsa ismét a keresztények ellen fordult, és vérengző keresztényüldözést indított el.
A Martyrologium Hieronymianum szerint ezen üldözések áldozataként halt meg Zephyrinus is. A Via Appia mentén elterülő katakombákat ebben az időben ásatta ki saját birtokán. Ezt a katakombát később archidiakónusáról, majd a pápai trónon őt követő Kallixtuszról nevezték el. Zephyrinus volt az első pápa, akit ide temettek. Vértanúhalálának ünnepnapját augusztus 26-án tartják.

## Művei
- Documenta Catholica Omnia (latin nyelven). (Hozzáférés: 2011. december 6.)